# أنتوني غرابوسكي
أنتوني غرابوسكي (بالبولندية: Antoni Grabowski) (و. 1857 – 1921 م) هو مهندس، وشاعر، وكاتب، وناشط إسبرانتو، ومترجم، من بولندا، توفي في وارسو، عن عمر يناهز 64 عاماً، بسبب نوبة قلبية.

## التعليم
تعلم في جامعة فروتسواف.